# Oddr Snorrason
Oddr Snorrason est un moine bénédictin islandais du XIIe siècle. Il vécut au monastère de Þingeyrar, le plus ancien monastère bénédictin islandais. Il est notamment l'auteur d'une biographie du roi norvégien Olaf Tryggvason, la « saga d'Olaf Tryggvason » (Óláfs saga Tryggvasonar). L'œuvre originale est perdue mais on dispose d'une version en vieux norrois dans deux versions quasi complètes et les fragments d'une troisième. 